# Kodachrome Basin State Park

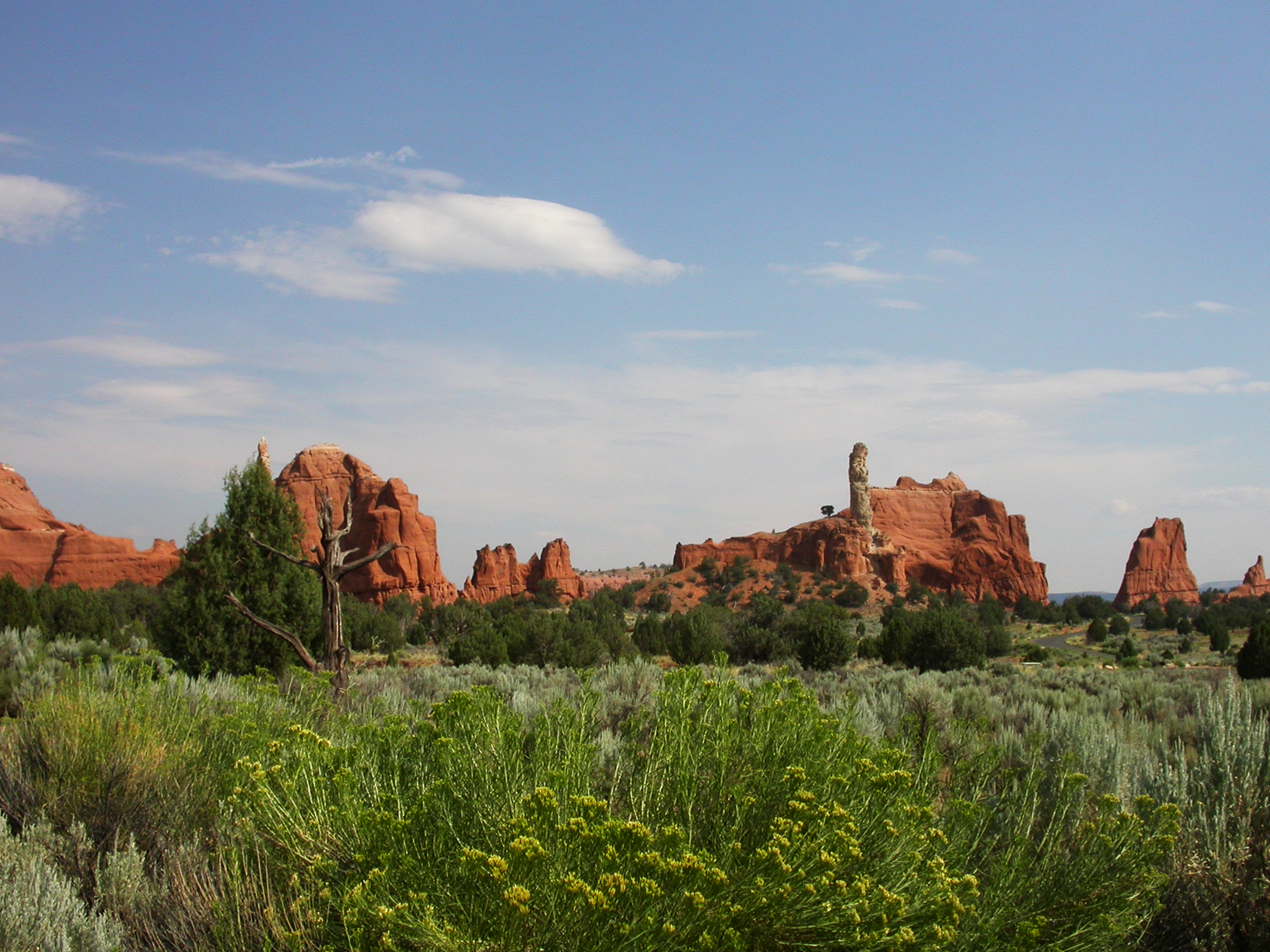
Kodachrome Basin

Kodachrome Basin State Park is een 906 hectare groot staatspark van de Amerikaanse staat Utah. Het bevindt zich zo'n 1.770 meter boven zeeniveau en 32 km ten zuidoosten van Bryce Canyon National Park.
In 1948 verkende de National Geographic Society de streek; de foto's verschenen in de editie van National Geographic van september 1949. De Society noemde het gebied Kodachrome Flat, naar het relatief nieuwe merk van Kodak-film dat ze gebruikt hadden. In 1962 erkende de staat Utah het gebied als staatspark, zij het onder de naam Chimney Rock State Park, uit vrees voor repercussies van Kodak. Een paar jaar later kreeg het park toch de naam Kodachrome Basin, met de toestemming van de filmproducent.